# Мустафа Сандал
Мустафа Сандал (на турски: Mustafa Sandal) е известен турски поп изпълнител. Владее турски, английски, италиански и френски език. На сцената изгрява през 1991 година, като бързо след това става популярен в своята страна, впоследствие и на европейската сцена. Той се нарежда сред най-успешните турски поп-певци, продал е над 14 милиона копия. На европейската сцена става известен със своите албуми – „Moonlight“, „Araba“ и „İsyankar“. Голяма популярност печели в страни, като – Германия, Франция, Швейцария, Белгия, Австрия. Известен е в САЩ, Русия, Азербайджан, Узбекистан. Мустафа Сандал беше женен за известната босненска певица – Емина Яхович (от 2008 до 2018 г.) и имат две деца – Яман и Явуз.

## Биография
Мустафа Сандал е роден на 11 януари 1970 г. в най-големия град в Турция – Истанбул. Още в ранните си години той проявявал интерес към музиката. Бил привлечен от различни музикални инструменти и най-вече от китарата. Завършва колежа „Collège Du Leman“ в Женева. По късно, следвайки мечтата си, се завръща в Турция за да се занимава с музика.
Кариерата му започва през 1994 година, когато издава албума „Suç Bende“, продаден в тираж от 1,7 млн. копия. Става най-продавания албум в Турция за 1994 г. Дава 140 концерти в Турция и 30 на европеска сцена. Мустафа не е само изпълнител, но и самият той пише текстовете за песните си.
Следващите няколко албума са още по-успешни – Araba (2000), Seven (2003), Isyankar (2005).
На 24 август 2010 г. Мустафа Сандал изнася концерт за своите почитатели от България в град Шумен.
На 13 януари 2008 г. се жени за босненската певица Емина Яхович. По-късно им се раждат две деца – Яман и Явуз. През 2018 г. се развеждат.

## Дискография

### Студийни албуми
- Suç Bende (1994)
- Gölgede Aynı (1996)
- Detay (1998)
- Araba (2000)
- Akışına Bırak (2000)
- Kop (2002)
- Seven (2003)
- Devamı Var (2007)
- Karizma (2009)
- Organik (2012)

### EP
- Aya Benzer (1999)
- Maxi Sandal 2003/Moonlight (2003)
- İste (2004)
- Yamalı Tövbeler (2005)

### Сингли
- Vazgeçme (1991)
- Süç Bende (1994)
- Bu Kız Beni Görmeli (1994)
- Beni Ağlatma (1995)
- Jest Oldu (1996)
- Bir Anda (1997)
- Detay (1998)
- Çekilin (1999)
- Mevcut (1999)
- Araba (2000)
- Tek Geçerim (2000)
- Can Cana (2001)
- Pazara Kadar (2002)
- Geçmiş Olsun (2002)
- Aya Benzer 2003 (2003)
- Gel Aşkım (2003)
- Kavrulduk (2004)
- İsyankar (Oryantal) (2004)
- All My Life (2004)
- İsyankar (feat. Gentleman) (2005)
- İndir (2007)
- Melek Yüzlüm (2007)
- Gönlünü Gün Edeni (2008)
- Kimbilir Kim (2008)
- Dayan (2008)
- Ateş Et Ve Unut (2009)
- Demo (2010)
- Adı İntikamdı (2010)
- Şıkır Şıkır (feat. Gülben Ergen) (2011)
- Ego (2012)
- Çek Gönder (feat. Emina Jahovic) (2012)
- 2 Tas Çorba (2013)
- Tesir Altında (2013)
- Ben Olsaydım (2015)
- Kadere Bak (2015)
- Dön Dünya (2016)
- Hepsi Aşktan (2016)
- Aşk Kovulmaz (2018)
- Reset (feat. Eypio) (2018)
- Gel Bana (2019)
- Masum Gibi (2019)
- Mod (feat. Zeynep Bastık) (2019)
- Yanında (feat. Melis Fis & Defkhan) (2020)
- Damar (2020)